# ヘイスティングズ (シエラレオネ)
ヘイスティングズ（Hastings）とはアフリカ、西アフリカのシエラレオネ共和国・西部地域都市地区の小さな町。人口約8,300人。北緯8度23分、西経13度8分に位置する。
フリータウン半島に位置し、市内に国内線の空港（ヘイスティングズ空港）がある。イギリス植民地時代の建造物が残るが、内戦の影響で、町の建物の多くは破壊されてしまった。
イギリス・イースト・サセックスにある同綴のヘイスティングスとは友好関係を築いており、特にヘイスティングズ・シエラレオネ・フレンドリーシップの様な団体などから、協力や援助など受けている。（学校や病院などの建設や橋の修復、教育及び医療などの援助など）